# Oxide base

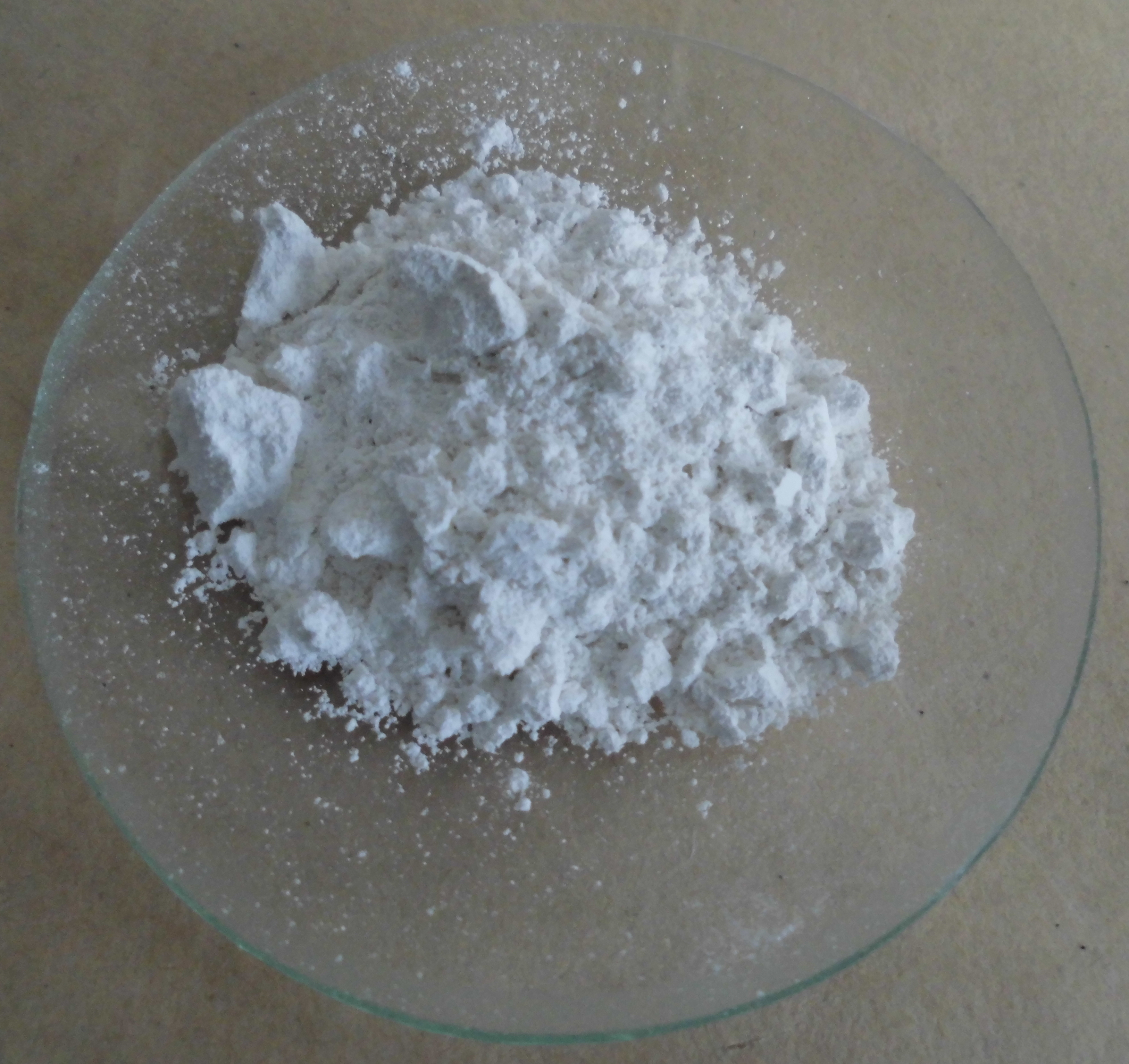
Calci oxide (vôi sống), một oxide base tương ứng với calci hydroxide.

Oxide base là oxide của một kim loại kiềm hoặc kiềm thổ thuộc nhóm 1 hoặc 2, có thể thu được bằng cách tách nước ra khỏi gốc hydroxide tương ứng.
Oxide base không phải là base Brønsted–Lowry vì chúng không phải là chất nhận proton. Tuy nhiên, chúng là base Lewis, vì chúng sẽ dùng chung cặp electron với một số acid Lewis, đáng chú ý nhất là các oxide acid. Chúng là những chất có tính kiềm mạnh và sẽ gây ra bỏng kiềm, vì ái lực của chúng với nước (nghĩa là ái lực của chúng với khả năng bị slake) khiến chúng phản ứng với nước trong cơ thể.

## Tính chất hóa học

### Tác dụng với nước
Chỉ có oxide base của kim loại kiềm và kiềm thổ là tác dụng với nước. Có những oxide base tác dụng với nước (do đó là chất tan được trong nước) như Na2O, K2O, CaO, BaO, Li2O, Rb2O, Cs2O, SrO,...
Công thức: R2On + nH2O → 2R(OH)n (n là hóa trị của kim loại R).
R(OH)n tan trong nước, dung dịch thu được gọi chung là dung dịch base hay dung dịch kiềm (dung dịch base tan). Các dung dịch base này thường làm giấy quỳ tím chuyển sang màu xanh và làm phenolphthalein từ không màu chuyển sang màu hồng.
Ví dụ:
{\displaystyle {\ce {Na2O +H2O ->2NaOH}}}.
{\displaystyle {\ce {K2O +H2O ->2KOH}}}.
{\displaystyle {\ce {BaO +H2O ->Ba(OH)2}}}.

### Tác dụng với acid
Hầu hết các oxide base tác dụng được với acid (thường là HCl hoặc H2SO4) tạo thành muối và nước.
{\displaystyle {\ce {BaO +H2O ->Ba(OH)2}}}.
{\displaystyle {\ce {Fe2O3 + 3H2SO4 -> Fe2(SO4)3 + 3H2O}}}.

### Tác dụng với oxide acid
Một số oxide base tác dụng với oxide acid tạo thành muối. Thông thường, đó là các oxide tác dụng được với nước (tan được trong nước).
Công thức: oxide base + oxide acid → muối.
Ví dụ:
{\displaystyle {\ce {BaO +SO2 ->BaSO3}}}.

## Oxide base tan
Là oxide base của các kim loại kiềm hoặc kiềm thổ (Na, K, Ca, Ba, Li, Rb, Cs, Sr).
Oxide base tan tác dụng được với nước, oxide acid, dung dịch muối, acid và làm đổi màu chất chỉ thị (ví dụ: đổi màu quỳ tím thành màu xanh).

## Oxide base không tan
Oxide base không tan, tác dụng được với acid và bị nhiệt độ cao phân hủy.